# Edvard Bäckström
Per Johan Edvard Bäckström, född 27 oktober 1841 i Stockholm, död 12 februari 1886 i Stockholm, svensk författare, tidningsman, sångtextförfattare och översättare, son till den historiske författaren Per Olof Bäckström.
Bäckström studerade vid Uppsala universitet 1860–1863, och blev 1863 extra ordinarie amanuens i Riksarkivet och Kungliga biblioteket, men ägnade sig snart helt åt litterär verksamhet. Han var medarbetare i Ny illustrerad tidning 1863–1873, musikkritiker i Aftonbladet 1863-1874, redaktör för Teater och musik 1876, av Nu 1877 och av Post- och inrikes tidningar från 1878. Redan under skoltiden skrev Bäckström dikter, och 1860 publicerade han diktsamlingen Skaldeförsök. Han upptogs under sin studietid i Uppsala i Namnlösa sällskapet, till vars kalendrar han lämnade bidrag under signaturen Edvard. Senare publicerades diktsamlingarna Lyriska dikter (1870) och Sånger och berättelser (1876). Han försökte sig även på dramatiken, men utan samma framgång. Bland hans pjäser märks Evas systrar (1869), Första maj (1870), Fången på Kallö (1870) samt Dagvard Frey, sorgespel i fem akter (1876, spelades på Kungliga Dramatiska Teatern 1877). Hans Samlade skrifter utgavs 1889–1890 med en levnadsteckning av akademisekreteraren Carl David af Wirsén. Edvard Bäckström är begravd på Norra begravningsplatsen utanför Stockholm.
Bäckström skrev bland annat den på sin tid kända dikten om Sten Sture:
Herr Stens visa
Herr Sten, den unge Sture,  han stridde i Duvnäs skog.
Och om mig så vingar bure, jag vet vart jag flöge nog:
"I ärlige Dalabönder, slån sköldar och hjälmar sönder.
Vi frukta för ingen, vi.
Jag ser i min skara mången,
som kämpar för första gången,
men riddare kan han bli."
Herr Sten den tappre Sture, höll slag vid Brännkyrka by.
Och om mig så vingar bure, dit ville väl nu jag fly:
"Här gäller det stå eller falla, vem är mig en man för alla
och bär vår fana idag?"
Då trädde där fram gullhårig en yngling, en tjugoårig,
och svarade: "Det gör jag."
Herr Sten, den trogne Sture, han föll vid Åsunda sjö
Och om mig så vingar bure, nog flöge jag dit att dö.
När slagen han låg på båren, och yrsnön lekte i såren,
de sina han blitt såg an:
”Vi bleknen I, män, för döden? Friskt mod. Ty när störst är nöden
nog finner väl Gud sin man.”
(Åsunda sjö är Åsunden vid Ulricehamn där slaget på Åsundens is stod i januari 1520.)

## Översättningar
- François Ponsard: Hedern och penningen: komedi i 5 akter ("fri öfversättning") (Seligmann, 1875)
- François Ponsard: Det besegrade lejonet: skådespel i 5 akter ("fri öfversättning") (Seligmann, 1875)
- Henri de Bornier: Rolands dotter: skådespel i fyra akter  ("fri öfversättning") (Seligmann, 1876)
- Victor Hugo: Hernani: dram i 5 akter (Seligmann, 1877)